# Терез Карач
Терез Карач (угор. Karacs Teréz; 18 квітня 1808, Будапешт, Австро-Угорщина — 2 жовтня 1892, Бекеш, Австро-Угорщина) — угорська письменниця, громадська діячка та діячка в галузі освіти. Одна з лідерів раннього феміністичного руху та лідерів руху за реформи в Угорщині. Засновниця Граматичної школи Ілони Зрінь в Мішкольці.

## Життєпис
Народилась 1808 року в Будапешті. Її мати Єва Такач була активісткою за жіночі права, а батько Ференц Карач був інженером. Будинок родини часто слугував місцем для зустрічей інтелігенції. Отримала початкову освіту в школі Пешта, де навчалась з 1814 по 1819 рік. Потім навчалась самостійно, хоча і мусила доглядати за братами й сестрами, яких у неї було п'ять. 1824 року поїхала на десять місяців до Відня, який вплинув на формування її світогляду.
В той час мало хто з угорських письменниць наполягав на своєму професійному статусові, але Карач з 1922 року видавала свої поеми, загадки, романи та інші твори, ставши відомою фігурою в літературі Угорщини. Вона також стала активним дописувачем в угорських літературних журналах. З 1838 по 1844 рік була власницею аристократичного маєтку, утримуючи його самостійно. В цей час стає борцем за права жінок, наслідуючи у цьому свою матір. Як активний діяч, вона боролась за рівні права для хлопців та дівчат на навчання у школі та виступала за те, що самотні жінки мають право на отримання професій для утримання себе.
Згодом з Карач зв'язалась графиня Бланка Телекі та запросила її до Будапешту. Телекі намагалась переконати Карач, щоб та очолила школу для дівчат з вищих верств населення, однак Карач відмовилась. Натомість активно підтримала ідею графині та запропонувала іншу людину на цю посаду — Клару Леовей.
1846 року Карач заснувала власну школу для дівчат в Мішкольці, якою керувала до 1859 року. В школі працювали чотири вчительки, а навчання тривало три роки. Там викладали угорську та німецьку мови, арифметику, домоведення та шиття.
Перед революцією 1848 року активно розповсюджувала революційні газети. 1853 року видала збірку коротких романтичних оповідань. З 1865 по 1877 працювала приватним вчителем в Будапешті. Завдяки своїй репутації її було запрошено стати особистим вчителем внука Луї-Філіппа I, однак вона очолила Граматичну школу Ілони Зрінь в Мішкольці.
1877 року, щоб зменшити витрати переїхала до Кішкунгалаша та жила з родичами. Протягом 1880-х років деякі журнали публікували її мемуари, які були досить критично сприйняті. 
Померла 2 жовтня 1892 року в Бекеші.